# Solanum schulzianum
Solanum schulzianum är en potatisväxtart som beskrevs av Ignatz Urban. Solanum schulzianum ingår i släktet skattor som ingår i familjen potatisväxter. Inga underarter finns listade i Catalogue of Life.